# Petra Movsesjanová
Petra Movsesjanová, z domu Krupková (ur. 23 kwietnia 1976 w Kolínie) – czeska szachistka, arcymistrzyni od 2000 roku. W czasie swojej kariery występowała również pod nazwiskiem Krupková-Mazaková.

## Kariera szachowa
W 1990 zdobyła brązowy medal mistrzostw Czechosłowacji juniorek do 18 lat. W 1992 podzieliła w Duisburgu IV m. (za Almirą Skripczenko, Tetianą Wasylewycz i Moniką Grabics, wspólnie z Mariją Wełczewą i Maią Lomineiszwili) w mistrzostwach świata juniorek do 16 lat. Po rozpadzie Czechosłowacji należała do ścisłej czołówki czeskich szachistek. W 1993 zdobyła tytuł indywidualnej mistrzyni kraju, natomiast w 1994 w finałowym turnieju zajęła III m., zdobywając medal brązowy medal. W 1995 odniosła duży sukces, zwyciężając (wspólnie z Moniką Bobrowską) w rozegranym w Nadolu turnieju strefowym (eliminacji mistrzostw świata), dzięki czemu awansowała do rozegranego w tym samym roku w Kiszyniowie turnieju międzystrefowego (w turnieju tym zajęła XV m. w stawce 52 zawodniczek). W 1996 zdobyła w Tapolcy brązowy medal mistrzostw Europy juniorek do 20 lat. W latach 1996, 1998 i 2002 trzykrotnie (w tym 2 razy na I szachownicy) reprezentowała Czechy na szachowych olimpiadach. W 2003 zakończyła profesjonalną karierę szachową.
Najwyższy wynik rankingowy w karierze osiągnęła 1 stycznia 1999; mając 2349 punktów, zajmowała wówczas 67. miejsce na światowej liście FIDE, jednocześnie zajmując 1. miejsce wśród szachistek czeskich.

## Życie prywatne
Mężem Petry Movsesjanovej jest ormiański arcymistrz, Siergiej Mowsesjan.